# Гарбуз, Юрий Григорьевич
Юрий Григорьевич Гарбуз (укр. Юрій Григорійович Гарбуз; род. 18 ноября 1971 года, пгт. Меловое Меловского района Луганской области) — украинский государственный деятель, народный депутат Украины VIII созыва (2014—2016), председатель Луганской областной военно-гражданской администрации с 1 мая 2016 года по 22 ноября 2018 года.

## Биография
Родился 18 ноября 1971 года, пгт. Меловое Меловского района Луганской области.
После окончания школы с сентября по ноябрь 1989 года работал старшим пионервожатым Дибровской неполной средней школы Меловского района Луганской области, с ноября 1989 года проходил службу в рядах Советской армии.
С августа 1990 года по август 1991 года работал учителем и труда Журавской неполной средней школы Меловского района Луганской области.
В 1992 году основал фермерское хозяйство «Гарбуз Ю. Г.» и стал его председателем; в 1993 году Ассоциацию фермерских хозяйств «Надежда».
В ноябре 1999 года основал конный театр, который в 2003 году получил статус областного коммунального заведения под названием «Казачий конный театр», с октября 2003 года по апрель 2005 года был директором Луганского областного коммунального предприятия «Казачий конный театр».
В 2000 году окончил Луганский кооперативный техникум по специальности «бухгалтер».
С марта 2005 года по май 2006 года занимал должность председателя Марковской районной государственной администрации Луганской области.
В 2006 году окончил Луганский национальный аграрный университет по специальности «Менеджмент организаций», получил квалификацию менеджера-экономиста.
С мая 2006 года по ноябрь 2010 года был председателем Марковского районного совета.
С января по апрель 2014 года занимал должность главы Меловской районной государственной администрации.
На досрочных парламентских выборах 2014 года избран народным депутатом Верховной рады Украины VIII созыва по избирательному округу № 114 Луганской области, был самовыдвиженцем, получил 25,56% голосов среди 41 кандидата. В парламенте входил во фракцию партии «Блок Петра Порошенко», являлся заместителем главы Комитета по вопросам предотвращения и противодействия коррупции.